# Lunae Mensa
La Lunae Mensa è una struttura geologica della superficie di Marte.